# A Doida do Candal
A Doida do Candal é o título de um romance de Camilo Castelo Branco, publicado em 1867. Publicada pelo editor Campos Júnior, foi um grande sucesso crítico e comercial para o autor, tendo tido duas edições em 1867 e uma terceira em 1888.

## Resumo da obra
Quando Simão Peixoto ameaça a sua irmã Lúcia com o convento para que possa ficar com as heranças que por direito são dela, esta pede ajuda ao seu primo Marcos Freire. Com ajuda de José Osório este consegue retirá-la para casa de umas parentes. Furioso, Simão quer vingança, e tanto provoca Marcos que acaba por se bater em duelo com ele, matando-o. Quando a notícia chega a Maria da Nazaré, com quem Marcos tem um filho, esta enlouquece, ficando conhecida como a doida do Candal. Tanto ela, como o filho são recolhidos por Lúcia e pelo pai de Marcos, que se havia oposto à ligação, mas que atende ao desejo do filho para que cuide do neto e da mãe deste.